# Hikmet Temel Akarsu

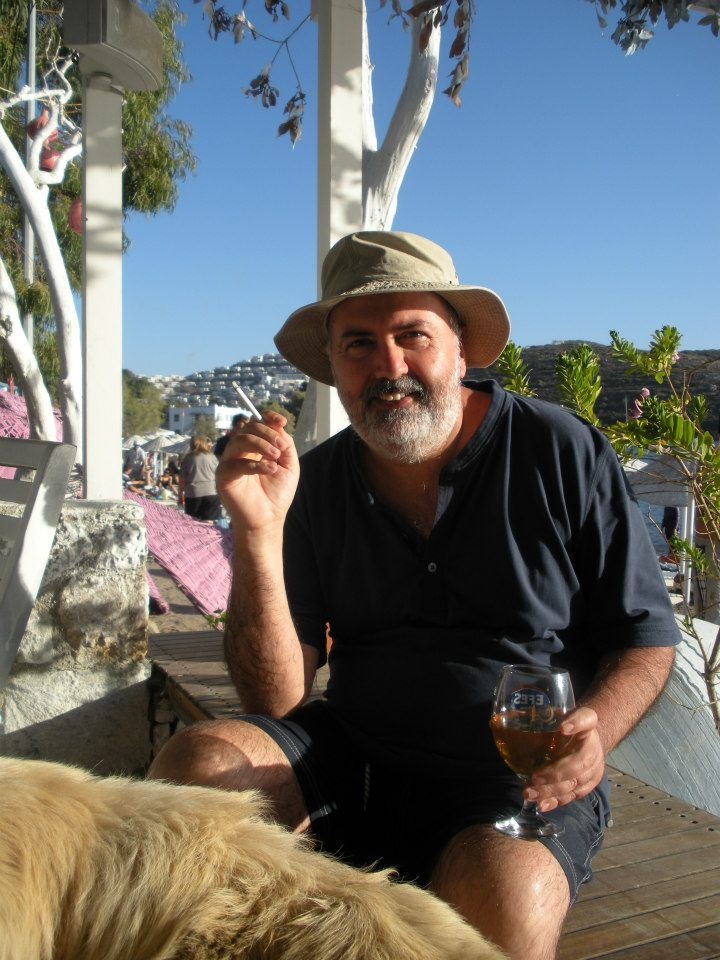
Hikmet Temel Akarsu (2012)

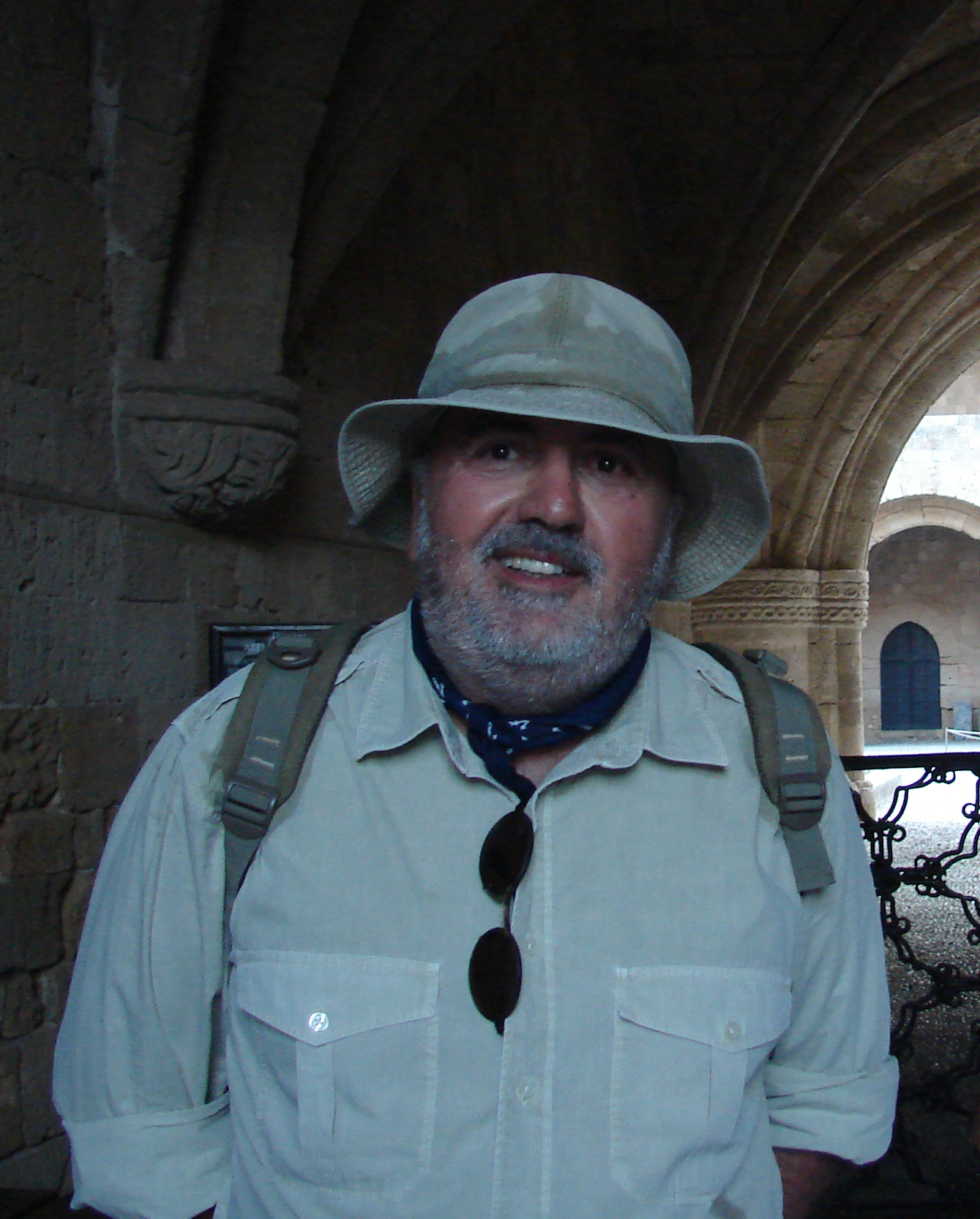
Hikmet Temel Akarsu (2014)

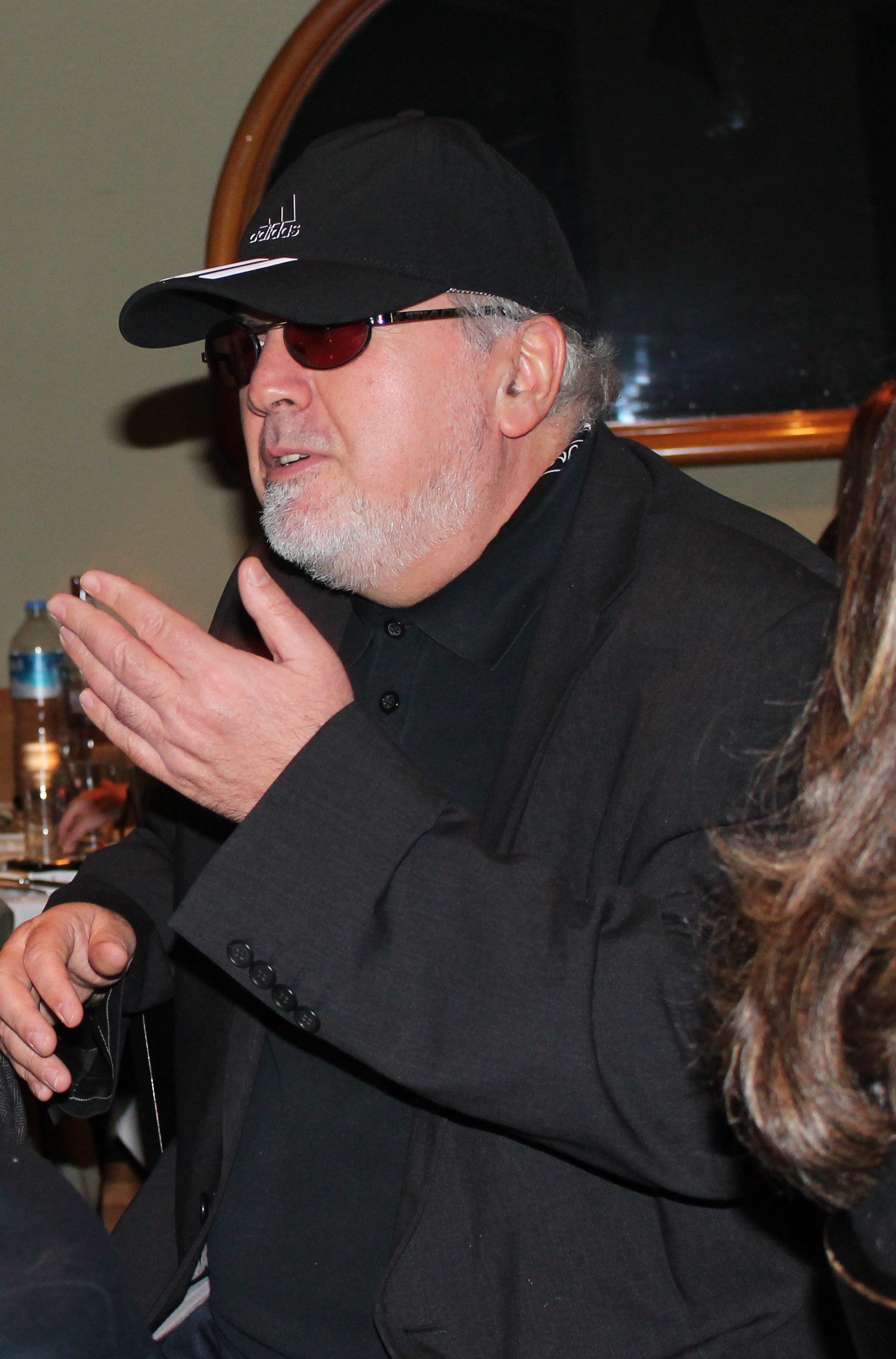
Hikmet Temel Akarsu (2019)

Hikmet Temel Akarsu (n. 1960 în Gümüșhane, Turcia) este un romancier turc, scriitor de nuvele, satirist și dramaturg.
S-a mutat la Istanbul cu familia la vârsta de nouă ani. După ce a absolvit  arhitectura la Universitatea Tehnică din Istanbul, s-a dedicat scrisului.  El a realizat creații literare în toate domeniile, incluzând eseuri, articole, critică, piese de teatru și scenarii. Pe lângă seria de romane, proza satirică și eseurile critice au găsit multă apreciere în societate.
Seria sa de romane, Kayıp Kuşak ("Generația pierdută"), Istanbul Dörtlüsü ("Istanbul Cvartet") și Ölümsüz Antikite ("Veșnica antichitate"), toate au fost tipărite de mai multe edituri.
Eseurile sale au apărut în reviste de literatură, cum ar fi Varlık, Gösteri, Radikal Kitap, Cumhuriyet Kitap, Notos, Sıcak Nal, Roman Kahramanları și Yasak Meyve. A scris articole în ziare pentru o anumită perioadă de timp. Nuvelele sale au fost tipărite de către Inkılap Yayınları sub titlul Babalar ve Kızları ("Tați și fiice"), în 2005.
Piesa radiofonică, Çalınan Tez (Teza furată) a primit un premiu din partea Radioteleviziunii turce (TRT). În plus, el s-a aventurat și pe tărâmul ficțiunii pentru tineret cu Güzelçamlı ' nın Kayıp Panteri (Pantera pierdută a lui Güzelçamlı), care a fost publicată în 2006 de Can Yayınları. Piesa radiofonică "Taşhan" a fost difuzată pe TRT 1 între 14-22 iulie 2006. Teatrul de Stat din  Antalya a pus în scenă o adaptare după piesa Ömer Seyfettin; Asilzadeler (Nobili), în sezonul 2008-2009.
El este membru al fundației Pen Club, al Sindicatului scriitorilor turci și al Camerei turce de Arhitectură.

## Opere selectate
| Aleladelik Çağı                               | "Epoca obișnuitului"                                | Generația pierdută 1  | İnkılap Yayınları | 1989 |
| Çaresiz Zamanlar                              | "Vremuri fără speranță"                             | Generația pierdută 2  | İnkılap Yayınları | 1992 |
| Yeniklerin Aşkı                               | "Iubirea învinșilor"                                | Generația pierdută 3  | İnkılap Yayınları | 1991 |
| Sevgili Superi                                | "Dragă Superi"                                      | Generația pierdută 4  | İnkılap Yayınları | 1988 |
| Kaybedenlerin Öyküsü                          | "Povestea învinșilor"                               | Istanbul Cvartet 1    | İnkılap Yayınları | 1998 |
| İngiliz                                       | "Englezul"                                          | Istanbul Cvartet 2    | İnkılap Yayınları | 1999 |
| Küçük Şeytan                                  | "Micul diavol"                                      | Istanbul Cvartet 3    | İnkılap Yayınları | 1999 |
| Medya                                         | "Media"                                             | Istanbul Cvartet 4    | İnkılap Yayınları | 2000 |
| Aseksüel Koloni ya da Antiope                 | "Colonia asexuală sau Antiope"                      | Veșnica Antichitate 1 | Telos             | 2002 |
| Siber Tragedya ya da İphigeneia               | "Cyber tragedia sau Ifigenia"                       | Veșnica antichitate 2 | Telos             | 2003 |
| Casus Belli ya da Helena                      | "Casus Belli sau Elena"                             | Veșnica antichitate 3 | Telos             | 2003 |
| Babalar ve Kızları                            | "Tați și fiice"                                     | Colecție de nuvele    | İnkılap Yayınları | 2005 |
| Dekadans Geceleri                             | "Nopți de decadență"                                | Colecție de nuvele    | Varlık Yayınları  | 2008 |
| Özgürlerin Kaderi                             | "Soarta celor liberi"                               | Nefti Yayıncılık      | 2008              |      |
| Nihilist - Reddedilenlerin Risaleleri         | "Nihilstul - Codicele celui respins"                | Doğan Kitap           | 2010              |      |
| Konstantinopolis Kapılarında                  | "La porțile Constantinopolului"                     | Doğan Kitap           | 2012              |      |
| Șairlerin Barbar Sofraları ve (Diğer Öyküler) | "Banchete barbare ale poeților (și alte povestiri)" | Colecție de nuvele    | Doğan Kitap       | 2013 |

## Cărți pentru copii
| Güzelçamlı ' nin Kayıp Panteri                | Pantera pierdută a lui Güzelçamlı                        | Colecție de povestiri scurte | Can Yayınları          | 2005 |
| Çevreci Peri                                  | Zâna verde                                               | Basme verzi :1               | Çizmeli Kedi Yayınları | 2010 |
| Ilham Perisi                                  | Muza                                                     | Basme verzi :2               | Çizmeli Kedi Yayınları | 2011 |
| Uzaylı Peri                                   | Zâna extraterestră                                       | Basme verzi :3               | Çizmeli Kedi Yayınları | 2011 |
| Çevreci Dede: Yaklașan Tehlike                | Bunicul ecologist: Un pericol iminent                    | Roman                        | Doğan-Egmont Yayınları | 2013 |
| Sultanul Peri                                 | Zâna Sultan                                              | Basme verzi :4               | Çizmeli Kedi Yayınları | 2013 |
| Șapșal Șirinler Olimpiyat Yolunda             | Năzdrăvanii neascultători în drum spre jocurile Olimpice | Poveste                      | Çizmeli Kedi Yayınları | 2014 |
| Çevreci Dede 2: Kıș Oyunları                  | Bunicul ecologist 2: Jocuri de iarnă                     | Roman                        | Doğan-Egmont Yayınları | 2014 |
| Birleșmiș Melekler                            | Îngeri reuniți                                           | Poveste                      | Çizmeli Kedi Yayınları | 2016 |
| Çevreci Dede 3: Çocuklar Dünyayı Kurtarabilir | Bunicul ecologist 3: Copiii pot salva lumea              | Roman                        | Doğan-Egmont Yayınları | 2016 |

## Eseuri, Disertații, Memorii
- Bagdat Caddesi - Bagdat Avenue, Heyamola (2010)
- Selanik ve Kavala Bölgesindeki Osmanlı-Türk Mimari Mirası (Kültür Köprüleri 1) - Patrimoniul arhitectural otoman și turcesc în regiunea Salonic-Kavala (Punți culturale I) (cu Nevnihal Erdoğan, Seda Kaplan, Meltem Ezel Çırpı) (KÜV - Kocaeli Üniversitesi Vakfı Yayınları) (2016)
- Üsküp ve Ohri Bölgesindeki Osmanlı-Türk Mimari Mirası (Kültür Köprüleri 2) - Patrimoniul arhitectural otoman și turcesc în regiunea Skopje-Ohrid (Punți culturale II) (cu Nevnihal Erdoğan ve Belma Alik ) (KÜV - Kocaeli Üniversitesi Vakfı Yayınları) (2016)
- Edebiyatta Mimarlık - Arhitectura în literatura de specialitate (cu Nevnihal Erdoğan) (YEM Yayın) (2016)

## Piese de teatru
| Yazar Ajanı                     | Agentul scriitorului                  | Piesă de teatru | Teatru De Stat |
| Asilzadeler                     | Nobili (Adaptare după Ömer Seyfettin) | Piesă de teatru | Teatru De Stat |
| Ekodekalog                      | Eco-decalog                           | Piesă de teatru | Teatru De Stat |
| Osmanlı Sefiri                  | Ambasadorul otoman                    | Piesă de teatru | Teatru De Stat |
| Çevreci Dede                    | Bunicul ecologist                     | Piesă de teatru | Teatru De Stat |
| Çariçenin Fendi                 | Trucurile Țarinei                     | Piesă de teatru | Teatru De Stat |
| Malazgirt: Özgürlerin Kaderi    | La Manzikert: Soarta celor liberi     | Piesă de teatru | Teatru De Stat |
| Yurtdıșı Sevdası                | Adorația pentru străinătate           | Piesă de teatru | Teatru De Stat |
| Tașhan                          | Tașhan                                | Piesă de teatru | Teatru De Stat |
| Tarihçiler (Telolojik Dörtlü 1) | Istoricii (Cvartet teologic :1)       | Tragedie        | Teatru De Stat |
| Vandallar (Teolojik Dörtlü 2)   | Vandalii (Cvartet teologic :2)        | Tragedie        | Teatru De Stat |
| Ruhbanlar (Teolojik Dörtlü 3)   | Clerul (Cvartet teologic :3)          | Tragedie        | Teatru De Stat |
| Müridler (Teolojik Dörtlü 4)    | Ucenicii (Cvartet teologic :4)        | Tragedie        | Teatru De Stat |
| Yanarım Așkın Oduna Düșüben     | Ard căzând în flăcăra iubirii         | Muzical         | Teatru De Stat |
| Özgürlük Bașka Yerde            | Libertatea este în altă parte         | Piesă de teatru | Teatru De Stat |

## Piese radiofonice
- Çalınan Tez, "Teza furată", Piesă radiofonică, TRT
- Tașhan, "Tașhan", Piesă radiofonică, TRT
- Yurtdıșı Sevdası, "Adorație pentru străinătate", Piesă radiofonică, TRT

## Lucrări în limba engleză
- "Povestea rataților" – Roman (Tradus de Emre Karacaoğlu)(Titlu original: "'Kaybedenler' in Öyküsü") (Carte Amazon Kindle)
- "Petrecerea de lună plină" – Povestire (Tradus de Emre Karacaoğlu)(Titlu original: "Dolunay Partisi") (Carte Amazon Kindle)
- "Fetele din West End" – Povestire (Tradus de Emre Karacaoğlu)(Titlu original: "West End Kızları") (Carte Amazon Kindle)
- "Cihangir în zori" – Povestire (Tradus de Emre Karacaoğlu)(Titlu original: "Șafak Vakti Cihangir") (Carte Amazon Kindle)
- "Cântarea" – Povestire (Tradus de Emre Karacaoğlu)(Titlu original: "Neșide sunt") (Carte Amazon Kindle)
- "Tați și fiice" - Povestire (Tradus de Emre Karacaoğlu)(Titlu original: "Babalar ve Kızları") (Carte Amazon Kindle)